# Eric Omondi Ongao
Eric Omondi Ongao (17 settembre 1977) è un ex calciatore keniota, di ruolo centrocampista.